# Rudy LaRusso
Rudolph "Rudy" Anton LaRusso (Brooklyn, New York; 11 de noviembre de 1937 - Los Ángeles, California; 10 de julio de 2004) fue un jugador de baloncesto estadounidense que disputó diez temporadas en la NBA. Medía 2,01 metros y jugaba de ala-pívot. Falleció a causa de la enfermedad de Parkinson.

## Trayectoria deportiva

### Universidad
Cursó sus estudios en el Dartmouth College, una de las 8 prestigiosas universidades de la Ivy League, jugando con los Big Green. Fue uno de los jugadores más dominantes de su conferencia, sobre todo bajo los tableros, como lo demuestran sus 32 rebotes contra Brown y el promedio de 17,9 por partido esa temporada, récord todavía no superado en la Ivy League. Fue elegido en dos ocasiones en el mejor quinteto de su conferencia.

### Profesional
Fue elegido en la segunda ronda del Draft de la NBA de 1959, en el puesto 12 por Minneapolis Lakers, equipo con el que al año siguiente se trasladaría a la ciudad de Los Ángeles, en California. Se ganó pronto el puesto de titular, destacando en sus facetas anotadora y reboteadora. Tras 8 temporadas, y tras haber sido finalista de la NBA en 4 ocasiones (perdiendo todas contra los Boston Celtics), firmó con los San Francisco Warriors, donde en los dos años que estuvo allí obtuvo curiosamente sus mejores marcas de anotación, con 21,8 y 20,7 puntos por partido respectivamente.
Tras diez años, promedió en total 15,6 puntos y 9,4 rebotes por partido.

## Estadísticas de su carrera en la NBA
|  | Líder de la liga |

### Temporada regular
| Año      | Equipo        | PJ  | MPP  | %TC  | %TL  | RPP  | APP | PPP  |
| -------- | ------------- | --- | ---- | ---- | ---- | ---- | --- | ---- |
| 1959-60  | Minneapolis   | 71  | 29.5 | .389 | .742 | 9.6  | 1.2 | 13.7 |
| 1960-61  | L.A. Lakers   | 79  | 32.8 | .419 | .790 | 9.9  | 1.7 | 14.6 |
| 1961-62  | L.A. Lakers   | 80  | 34.4 | .466 | .763 | 10.4 | 2.2 | 17.2 |
| 1962-63  | L.A. Lakers   | 75  | 33.4 | .422 | .718 | 10.0 | 2.5 | 12.3 |
| 1963-64  | L.A. Lakers   | 79  | 34.8 | .434 | .751 | 10.1 | 2.4 | 12.3 |
| 1964-65  | L.A. Lakers   | 77  | 33.6 | .461 | .773 | 9.4  | 2.6 | 14.1 |
| 1965-66  | L.A. Lakers   | 76  | 30.5 | .457 | .787 | 8.7  | 2.2 | 15.4 |
| 1966-67  | L.A. Lakers   | 45  | 28.7 | .415 | .696 | 7.8  | 1.7 | 12.8 |
| 1967-68  | San Francisco | 79  | 35.7 | .433 | .790 | 9.4  | 2.3 | 21.8 |
| 1968-69  | San Francisco | 75  | 37.1 | .410 | .794 | 8.3  | 2.1 | 20.7 |
| Total    | Total         | 736 | 33.3 | .431 | .767 | 9.4  | 2.1 | 15.6 |
| All-Star | All-Star      | 4   | 17.5 | .481 | .333 | 4.3  | 1.5 | 7.3  |

### Playoffs
| Año   | Equipo        | PJ  | MPP  | %TC  | %TL  | RPP | APP | PPP  |
| ----- | ------------- | --- | ---- | ---- | ---- | --- | --- | ---- |
| 1960  | Minneapolis   | 9   | 35.7 | .424 | .771 | 7.8 | 2.4 | 15.4 |
| 1961  | L.A. Lakers   | 12* | 30.0 | .396 | .667 | 8.0 | 2.0 | 12.2 |
| 1962  | L.A. Lakers   | 13  | 35.5 | .365 | .758 | 9.1 | 1.7 | 14.1 |
| 1963  | L.A. Lakers   | 13* | 35.8 | .422 | .760 | 9.8 | 2.2 | 14.4 |
| 1964  | L.A. Lakers   | 5   | 37.8 | .394 | .864 | 6.0 | 2.2 | 9.0  |
| 1965  | L.A. Lakers   | 11  | 35.9 | .409 | .716 | 8.1 | 2.6 | 15.0 |
| 1966  | L.A. Lakers   | 14  | 28.4 | .460 | .791 | 7.1 | 1.9 | 11.9 |
| 1968  | San Francisco | 10  | 38.5 | .396 | .728 | 9.9 | 1.7 | 20.3 |
| 1969  | San Francisco | 6   | 35.8 | .378 | .774 | 8.5 | 2.5 | 18.2 |
| Total | Total         | 93  | 34.3 | .405 | .751 | 8.4 | 2.1 | 14.5 |

## Logros personales
- 5 veces All Star.
- Elegido en el segundo mejor equipo defensivo de la NBA en 1969.